# Uragano Who
Uragano Who (The Kids Are Alright) è un documentario musicale sul gruppo rock inglese The Who. Include performance dal vivo, video promozionali e interviste registrate tra il 1965 ed il 1978.

## Contenuto
Con l'ampio lasso di tempo dal quale i filmati inclusi furono scelti, il regista Jeff Stein non cercò di creare un documentario sulla storia del gruppo narrato in maniera cronologica e lineare, ma piuttosto "una vera e propria pellicola rock" che fosse in grado di trasmettere l'energia della band dentro e fuori dal palco. Le esibizioni sono inframezzate da interviste ai membri del gruppo, descrizioni del rapporto scherzoso e conflittuale di Pete Townshend con fan, ammiratori e critici, e lo stile di vita selvaggio di Keith Moon.

### Programmi televisivi e interviste
Il film inizia letteralmente con "il botto": il 15 settembre 1967, gli Who apparvero nel programma della CBS The Smothers Brothers Comedy Hour a Los Angeles a seguito della fine del loro primo tour negli Stati Uniti. Eseguirono in playback le canzoni I Can See For Miles e My Generation. Dopo aver eseguito My Generation, il gruppo iniziò a distruggere sul palco i propri strumenti. Moon fece addirittura esplodere la propria batteria dando accidentalmente fuoco ai capelli di Townshend e rendendolo sordo per una ventina di minuti.
Una delle interviste TV incluse nel film vede la presenza anche di Ken Russell, il regista del film Tommy, che esprime il suo entusiasmo esagerato verso gli Who affermando che la band ''doveva salire al governo in Gran Bretagna!''.
Sono inoltre incluse nel film una vecchia apparizione del gruppo nel corso del programma televisivo della ABC Shindig! e una delle uniche due registrazioni sopravvissute delle molte partecipazioni degli Who al programma britannico Ready Steady Go!, entrambe datate 1965. Altre scene mostrano i vari membri del gruppo ripresi nelle loro abitazioni e diverse conversazioni tra Keith Moon e Ringo Starr.

### Concerti
Esibizioni tratte dai tre maggiori concerti della band documentano l'ascesa del gruppo da fenomeno "Mod" britannico a superstar mondiali:
- L'esibizione al Festival di Woodstock del 17 agosto 1969 non fu un successo artistico agli occhi della band, ma aiutò Tommy a diventare un successo di portata mondiale.
- Il "1975 US Tour" si rivelò l'apice della popolarità del gruppo quando la band si esibì davanti a un pubblico di 75.962 spettatori al Pontiac Silverdome il 6 dicembre.
- Anche se appare verso la fine del film, l'esibizione degli Who al Monterey International Pop Festival del 18 giugno 1967 portò per la prima volta il gruppo all'attenzione dei mass media negli Stati Uniti.

### Materiale d'archivio recuperato
Almeno tre delle esibizioni contenute nel film erano date per perse in precedenza:
- Quando la "English National Opera" invitò la band a suonare al London Coliseum il 14 dicembre 1969, lo show venne registrato per pubblicazioni future. La scadente qualità dell'audio e delle immagini, tuttavia, costrinse il gruppo e Jeff Stein a recuperare il materiale dal fondo degli archivi dove era rimasto sepolto. L'esecuzione di Young Man Blues da parte della band è inclusa nel film.
- Un filmato promozionale per la canzone Happy Jack fu girato il 19 dicembre 1966 per una serie della BBC Television intitolata Sound and Picture City ma il programma non andò mai in onda.
- Il The Rolling Stones Rock 'n' Roll Circus fu uno spettacolo televisivo contenente svariate star del rock riprese in un'atmosfera circense, ma poiché i Rolling Stones ritennero la loro performance deludente, il programma non venne mai trasmesso. Il film include un'esecuzione da parte degli Who della mini rock opera A Quick One, While He's Away; filmata l'11 dicembre 1968.

### Ultime apparizioni di Keith Moon
Il batterista Keith Moon morì una settimana dopo la prima proiezione privata del film agli stessi membri del gruppo. Moon, secondo quanto riferito da Roger Daltrey, era rimasto piuttosto scosso dal declino fisico della sua persona che veniva mostrato nel film nel corso di 15 anni d'attività con la band. Dopo la sua morte, il montaggio preliminare non venne modificato, perché né Jeff Stein né i restanti membri degli Who volevano che il film diventasse una sorta di omaggio alla memoria del batterista, ma piuttosto una celebrazione della sua vita e carriera con il gruppo.
Le ultime apparizioni con la band furono nel video della canzone Who Are You, sua ultima performance in studio di registrazione; Jeff Stein volle riprendere il gruppo mentre registrava in studio, anche se in realtà la registrazione del brano era già avvenuta; Stein aveva pensato di far solo mimare alla band l'esecuzione della traccia, ma i membri vollero suonare dal vivo il pezzo al Ramport Studios di Londra, il 9 maggio 1978; le uniche tracce in playback furono la linea di basso di Entwistle, la chitarra acustica a metà della canzone, i cori di sottofondo e il sintetizzatore. L'ultima performance dal vivo fu allo Shepperton Studios, Londra, il 25 maggio 1978.

## Produzione
Il film fu principalmente opera del regista statunitense esordiente Jeff Stein che, nonostante non avesse nessuna esperienza pregressa nella regia cinematografica, convinse la band a supportare il progetto e a sceglierlo come regista dell'opera. Stein aveva prodotto un libro di fotografie del gruppo ritratto durante il tour del 1970 quando egli aveva soltanto diciassette anni. Nel 1975, Stein approcciò Pete Townshend, principale compositore e chitarrista solista degli Who, per sottoporgli l'idea di compilare una serie di filmati degli Who per fornire una ricostruzione storica della carriera del gruppo ai suoi fan. Inizialmente Townshend respinse l'idea, ma poi venne convinto dal manager della band, Bill Curbishley, a dare l'assenso al progetto e a prestare la sua collaborazione.
Quando Stein e il suo produttore cinematografico, Ed Rothkowitz, mostrarono ai membri della band una compilation di prova costituita da 17 minuti di spezzoni filmici tratti dalle apparizioni del gruppo alla TV statunitense, la reazione di tutti fu entusiasta.
Stein sapeva che molte delle migliori performance della band e molti momenti memorabili nella carriera degli Who non erano mai stati filmati e documentati, oppure erano andati perduti. Per più di due anni, raccolse vario materiale come filmati amatoriali dei fan, apparizioni televisive in Gran Bretagna, Stati Uniti, Svezia, Germania, Francia, Australia, Norvegia e Finlandia, in alcuni casi recuperando i nastri direttamente dalla spazzatura. Inoltre si palesò la necessità di avere disponibili nuove scene girate ex-novo. Quindi, le nuove riprese iniziarono il 20 luglio 1977 allo Shepperton Studios nel Middlesex, Inghilterra, riprendendo un'esecuzione del brano Barbara Ann su richiesta di Stein. La troupe trascorse cinque giorni a documentare cronologicamente un giorno abituale nella vita del batterista Keith Moon nella sua casa di Malibù, in California, inclusa la festa per il suo 31º compleanno. Infine, Stein cercò in diverse occasioni di riprendere l'esecuzione da parte della band di brani che non erano presenti negli archivi, come ad esempio le celebri Baba O'Riley e Won't Get Fooled Again. Le ultime riprese ebbero luogo il 25 maggio 1978, ma sfortunatamente, la maggior parte del girato andò poi persa. Una versione di My Wife venne registrata al Gaumont State di Kilburn, nel dicembre 1977, e, anche se non inclusa nel film, apparve nell'album della colonna sonora.
Il montaggio audio venne supervisionato dal bassista John Entwistle e, con l'eccezione di un'esecuzione del 1965 di Anyway, Anyhow, Anywhere dove Entwistle fu costretto a sostituire una traccia di basso mancante, della scena dove Moon distrugge la sua batteria e, dato che il filmato originale in 8mm era muto, Keith sovraincise il suono della batteria; la maggior parte del sonoro venne mantenuto autentico. Entwistle chiese insistentemente - avendola vinta - che lui e Pete potessero sovraincidere i cori di sottofondo durante la loro apparizione al Festival di Woodstock perché Entwistle riteneva l'accompagnamento originale "terribile". Durante il processo finale del missaggio, il 7 settembre 1978, Keith Moon morì. Tutti i rimanenti membri della band tranne Townshend avevano assistito alla proiezione di una copia di prova del film solo una settimana prima e, dopo la morte di Moon, decisero di non cambiare nulla.
Il film venne presentato in anteprima al Cannes Film Festival il 14 maggio 1979. Gli Who promossero l'uscita della pellicola con alcuni concerti suonando con il loro nuovo batterista, l'ex Small Faces Kenney Jones.
Nel giugno del 1979 venne pubblicato l'album della colonna sonora del documentario con incluse alcune canzoni tratte dal film. L'album raggiunse la posizione numero 26 in Gran Bretagna, e la numero 8 negli Stati Uniti.

## Colonna sonora
1. My Generation
2. Can't Explain
3. Baba O'Riley
4. Shout and Shimmy
5. Young Man Blues
6. Tommy Can You Hear Me
7. Pinball Wizard
8. We're Not Gonna Take It (See Me, Feel Me)
9. Anyway, Anyhow, Anywhere
10. Success Story
11. Substitute
12. I'm A Boy
13. (Love Is Like A) Heatwave
14. Pictures of Lily
15. I Can See For Miles
16. Magic Bus
17. Happy Jack
18. A Quick One While He's Away
19. Cobwebs and Strange
20. Sparks
21. Barbara Ann
22. Roadrunner
23. My Generation (Blues)
24. Who Are You
25. Won't Get Fooled Again
26. Long Live Rock (titoli di coda)
27. The Kids Are Alright (sigla finale)

## Home Video

### VHS
Per molti anni il documentario fu disponibile soltanto in formato VHS in una versione accorciata da 90 minuti, derivata da una trasmissione televisiva degli anni ottanta. Varie scene furono eliminate e l'audio non era ottimale.

### DVD
Nel 2003, è stata pubblicata dalla Pioneer Home Entertainment una versione DVD del film restaurata dai negativi originali. In aggiunta alla versione originale del film, con sottotitoli in varie lingue, come contenuti extra sono presenti un commento audio di Jeff Stein e di John Albarian (produttore del DVD), un booklet di 27 pagine, e un bonus disc con oltre tre ore di materiale aggiuntivo:
- See My Way: Intervista al regista Jeff Stein
- Behind Blue Eyes: Intervista a Roger Daltrey
- Miracle Cure: Documentario sul restauro di The Kids Are Alright
- Getting In Tune: Comparazione audio (vecchio e nuovo)
- Trick of the Light: Comparazione video (vecchio e nuovo)
- The Who's London: Tour delle location del film a Londra
- The Ox: Tracce isolate di John Entwistle in Baba O'Riley e Won't Get Fooled Again
- Anytime You Want Me: Inquadrature multi-angle per Baba O'Riley e Won't Get Fooled Again
- Pure and Easy: Quiz. Premio: Raro spot radiofonico di Ringo Starr per la promozione di The Kids Are Alright
- It's Hard: Quiz. Premio: Slide show di Who Are You nella versione 5.1 studio mix